# 小行星9415
小行星9415（英語：9415 Yujiokimura）是一颗围绕太阳公转的小行星。1995年11月1日，小林隆男在大泉天文台发现了此天体。
这颗小行星的绝对星等为35.57522163032397等。